# Statistiche dell'hockey su ghiaccio
Le seguenti sigle indicano delle statistiche comunemente tracciate nell'hockey su ghiaccio.
La lingua ufficiale dell'hockey è l'inglese di conseguenza le sigle indicano parole in suddetta lingua.
Solitamente le seguenti statistiche si riferiscono ad una stagione precisa.

## Statistiche di squadre
- GP - Games Played - Numero di partite che la squadra ha giocato
- STK - Streak - Striscia di partite vinte o perse
- W - Wins - Partite vinte nei tempi regolamentari
- OTW - Over Time Win - Partite vinte ai supplementari
- SOW - Shoot Out Win - Partite vinte ai rigori
- L - Losses - Partite perse nei tempi regolamentari
- OTL - Overtime Losses - Partite perse durante i supplementari
- SOL - Shootout Losses - Partite perse ai rigori
- T - Ties - Partita finita in parità (ad oggi la maggior parte dei campionati non prevede pareggi)
- P o PTS - Points - Punti della squadra, calcolati in base a vittorie e sconfitte
- GF - Goals for - Numero di goal segnati per la squadra
- GA - Goals agains - Numero di goal subiti dalla squadra
- GD - Goal difference - Differenze di goal (utilizzato come spareggio in classifica)

## Giocatori di movimento
- GP - Games Played - Numero di partite giocate
- G - Goals - Totale dei goal fatti dal giocatore
- A - Assists - Totale degli assist fatti dal giocatore
- P o PTS - Points - Punti fatti dal giocatore, sommando goal e assist
- S - Shots on Goal - Tiri effettuati nello specchio della porta
- PN - Penalities - Penalità inferte al giocatore
- PIM - Penality Infraction Minutes - Minuti totali di penalità di un giocatore
- PPG - Power Play Goals - Goal segnati mentre la squadra si trovava in situazione di power play
- PPA - Power Play Assist - Assist effettuati mentre la squadra si trovava in situazione di power play
- SHG - Shorthanded Goals - Goal segnati mentre la squadra si trovava in situazione di box play
- SHA - Shorthanded Assist - Assist effettuati mentre la squadra si trovava in situazione di box play
- GWG - Game Winning Goals - Totale dei goal che hanno fatto vincere la partita alla squadra (sono considerati i goal che avrebbero fatto vincere la squadra senza segnare ulteriormente, per esempio se la partita finisce 5-2 il GMG è il terzo)
- ENG - Empty Net Goals - Totale dei goal segnati a porta vuota
- OTG - Overtime Goals - Totale dei goal segnati durante i supplementari
- +/- o P/M - Plus/Minus - Valutazione del rendimento mediante il conteggio della differenza tra reti fatte e reti subite dalla sua squadra durante la permanenza sul ghiaccio.
- TOI - Time On Ice - Totale del tempo in minuti sul ghiaccio
- ATOI - Avarage Time On Ice - Tempo medio in minuti sul ghiaccio (tempo totale diviso le partite giocate)

## Statistiche del portiere
- GP, G, A - Come i giocatori di movimento, da notare che +/- non è registrato per i portieri
- GS - Games Started - Numero delle partite che il portiere ha iniziato
- Min - Minutes - Tempo totale in minuti trascorsi sul ghiaccio
- GA - Goals Against - Totale dei goal subiti
- GAA - Goals Against Avarage - Media dei goal subiti per partita
- L - Losses - Partite perse dalla squadra quando il portiere era schierato, non conta se viene sostituito
- W - Wins - Partite vinte dalla squadra quando il portiere era schierato, non conta se viene sostituito
- SOG - Shots On Goal - Totale dei tiri subiti nello specchio della porta
- SVP - Save Percentage - Percentuale dei tiri parati
- SO - Shotouts - Totale delle partite senza subire nessun goal
- ENG - Empty Net Goals - Totale dei goal subiti quando il portiere era stato tolto per aggiungere un giocatore di movimento